# Madlur, Yelbarga
Madlur là một làng thuộc tehsil Yelbarga, huyện Koppal, bang Karnataka, Ấn Độ.